# Mani rosse
Mani rosse è un mediometraggio d'animazione in stop motion e animazione tradizionale del 2018 scritto e diretto da Francesco Filippi.
Il film affronta il delicato tema degli abusi domestici, e in particolare quelli verso i minori. È stato presentato nella sezione "Alice nella Città" alla 13ª edizione della Festa del Cinema di Roma.

## Trama
Ernesto è un ragazzo 12enne timido e fantasioso che vive con l'iperprotettiva zia Grace. Quando incontra Luna, una 14enne con il potere di emettere liquido rosso dalle mani e con il quale crea meravigliosi murales, ne rimane affascinato; purtroppo ella subisce maltrattamenti da parte del violento padre Furio. Un giorno Luna scompare improvvisamente: Ernesto è deciso a ritrovare la ragazza di cui è innamorato.

## Produzione
Si tratta del primo film in stop-motion realizzato in Italia. La post-produzione è stata completata grazie ad una campagna di crowdfunding. Il film ha ricevuto sostegni prestigiosi, tra i quali Creative Europe EACEA, Rai Fiction e Telefono Azzurro, che lo ha scelto per una campagna di sensibilizzazione contro le violenze sui minori.

## Trasmissione
Dopo un breve passaggio in sala, film è passato sulla piattaforma streaming Rai Play e trasmesso in prima visione su Rai 3 giovedì 14 novembre 2019 in vista della Giornata internazionale per i diritti dell'infanzia e dell'adolescenza che si celebra il 20 novembre, e successivamente su Rai Gulp in seconda serata.